# Saigneville
Saigneville – miejscowość i gmina we Francji, w regionie Hauts-de-France, w departamencie Somma.
Według danych na rok 2011 gminę zamieszkiwały 392 osoby, a gęstość zaludnienia wynosiła 30 osób/km² (wśród 2293 gmin Pikardii Saigneville plasuje się na 629. miejscu pod względem liczby ludności, natomiast pod względem powierzchni na miejscu 276.).